# Жак-Ів Кусто
Жак-Ів Кусто (фр. Jacques-Yves Cousteau; 11 червня 1910, Сент-Андре-де-Кюбзак, Бордо — 25 червня 1997, Париж) — французький дослідник Світового океану, фотограф, режисер, винахідник, автор великої кількості книг і фільмів, першовідкривач. Був членом Французької академії. Командор Ордена Почесного регіону. Відомий як Капітан Кусто (фр. Commandant Cousteau). Разом з Емілем Ган'яном розробив і випробував акваланг. Запатентував турбовітрило.

## Біографія

### Дитинство і юність
Жак-Ів Кусто народився у невеликому французькому містечку Сент-Андре-де-Кюбзак у виноробному регіоні Бордо, в сім'ї Даніеля й Елізабет Кусто. Даніель Кусто був юристом, і сім'я багато подорожувала. Син став цікавитися водою в ранньому віці. В 7 років він почав хворіти хронічним ентерітом, тому сімейний лікар не рекомендував великі навантаження. Через хвороби Кусто дуже схуд. Під час Першої світової війни Даніель Кусто став безробітним, але після війни він знову знайшов роботу в компанії американця Євгенія Гіґінса. Йому довелося багато подорожувати, брати П'єр-Антуан і Жак-Ів більшість року жили в школі-інтернаті. Кусто рано навчився плавати і на все життя полюбив море.
У 1920 році Євгеній Гіґінс повернувся до Нью-Йорка, сім'я Кусто вирушила за ним. Жак-Ів та П'єр-Антуан стали навчатися в американській школі, де опанували англійську мову. Саме там, під час сімейного відпочинку в штаті Вермонт, брати здійснили свої перші занурення. У 1922 році Гіґінс та сім'я Кусто повернулися до Франції. У США Жак-Ів зацікавився механікою та проектуванням. У Франції він збудував автомобіль на живленні від електробатарей. Це захоплення допомогло йому в подальшій роботі. На зароблені і зекономлені гроші Кусто придбав собі свою першу кінокамеру. Хоча Жак-Ів цікавився багатьма речами, навчання йому давалося нелегко. За якийсь час батьки вирішили відправити його до спецінтернату, який він закінчив з відзнакою.

### Армія
У 1930 році Жак-Ів вступив до військово-морської академії. Військову академію він закінчив у чині прапорщика, за розподілом потрапив на військово-морську базу в Шанхай, також побував у СРСР, де багато фотографував, але майже всі матеріали були вилучені. Кусто вирішив піти в Академію морської авіації, його вабило небо, але після автомобільної аварії на гірській дорозі від авіації довелося відмовитися. Кусто зламав декілька ребер і пальці лівої руки, пошкодив легені, і йому паралізувало праву руку. Курс реабілітації тривав 8 місяців. Для відновлення у 1936 році пішов інструктором на крейсер «Сюфрен», приписаний до порту Тулон. Якось зайшов до крамниці, де побачив окуляри для підводного плавання. Занурившись у них, він зрозумів, відтепер його життя цілковито належить підводному царству.

### Морські дослідження
1930 року вступив на службу на флот як керівник групи підводних досліджень. 1957 року був призначений директором Океанографічного музею Монако. У 1981 році він заснував некомерційну організацію з охорони морського середовища «Фонд Кусто».
1950 року Кусто орендував корабель «Каліпсо» (фр. Calypso) у Томаса Лоела Гіннеса за символічний 1 франк на рік. Судно було обладнано мобільною лабораторією для проведення досліджень у відкритому океані та підводних зйомок.
1955 року під час експедиції в Індійський океан на судні Каліпсо командою Кусто було вперше виявлено корабель SS Tistlegorm (GPS координати 27°48′51″N 33°55′12″E), затоплений в жовтні 1941 року німецькими бомбардувальниками Heinkel He 111. Вказані дослідження детально описані в знаменитій книзі Кусто «У світі тиші» (фр. Le Monde du silence), а сцени з підводних зйомок затонулого судна увійшли в однойменний документальний фільм. У 90-х роках цей затонулий об'єкт став місцем паломництва дайверів з усього світу.
Згідно з його першою книгою «У світі тиші» (фр. Le Monde du silence), Кусто почав занурюватися у воду використовуючи маску, шноркель та ласти разом з Фредеріком Дюма та Філіппом Тальє 1938 року. У 1943 він випробував прототип акваланга. Це вперше дозволило проводити тривалі підводні дослідження, що значною мірою сприяло поліпшенню сучасних знань про підводний світ.

### Смерть
Кусто помер 25 червня 1997 року, в 87-річному віці від інфаркту міокарда в результаті ускладнення респіраторного захворювання. Його було поховано на фамільній ділянці кладовища Сен-Андре-де-Кюбзак.

## Сім'я
У 1937 році одружився з Сімоне Мельхіор, яка народила двох синів: Жана-Мішеля (1938) і Філіппа (1940—1979, загинув у авіакатастрофі «Каталіни»). Під час Другої світової війни брав участь у французькому русі опору.
У 1991 році, через рік після смерті дружини Сімони від раку, він одружився з Франсіне Тріплет, з якою мав спільних дітей — Діану (1979) та П'єра (1981).

## Спадщина

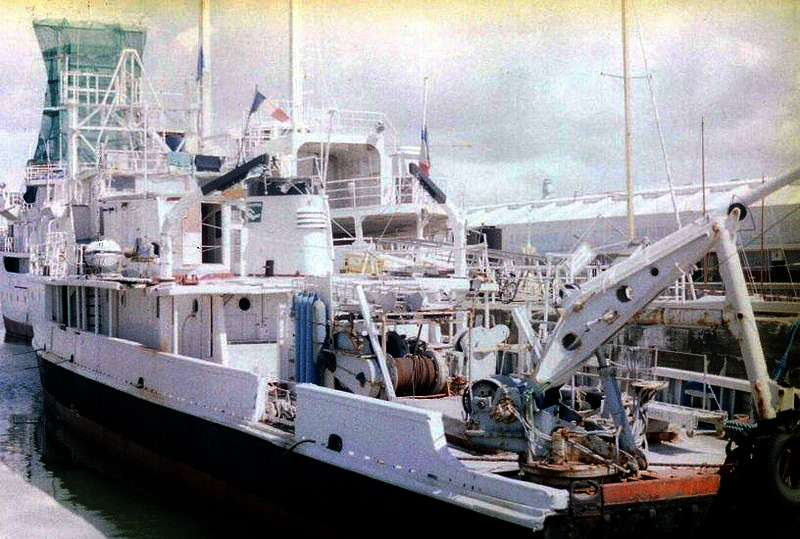
«Каліпсо», 1999 рік

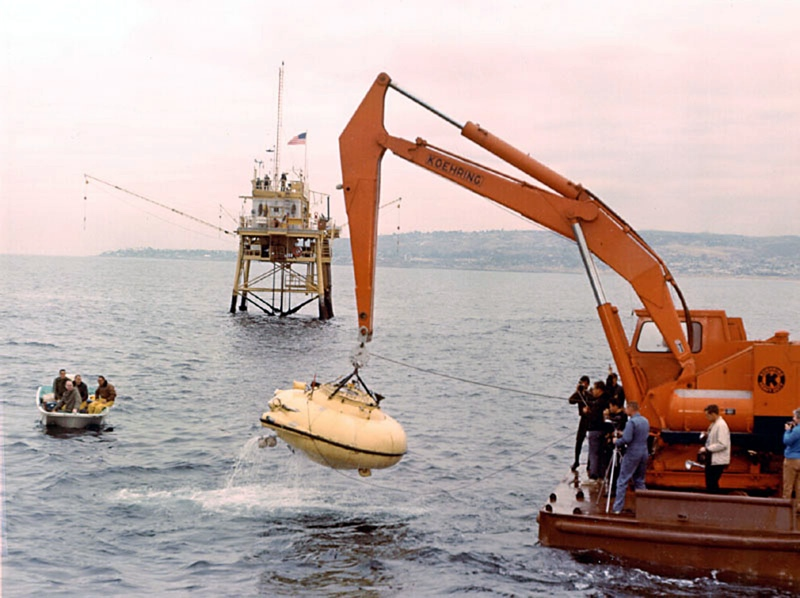
SP-350 Denise

Кусто любив називати себе «океанографічним техніком». Він був видатним шоуменом, педагогом та любителем природи. Його роботи для багатьох людей відкрили «блакитний континент».
Його робота також дозволила створити новий тип наукової комунікації. Так званий «дівульгаціонізм», простий засіб обміну науковими концепціями, незабаром почали використовувати і в інших дисциплінах, він став одним з найважливіших характеристик сучасного телемовлення.
Хоча Кусто помер 25 червня 1997 року, Товариство Кусто та Команда Кусто, засновані Жаком-Ів Кусто, діють і сьогодні.

## Вибрана бібліографія
- У світі безмовності (1953)
- Живе море (1963)
- Світ без сонця (1965)
- Життя та смерть коралів (1971)
- Могутній володар морів (1972)
- Дельфіни (1975)
- Жак Кусто: Амазонська подорож (1984)
- Жак Кусто: Світ океану (1985)

## Вибрана фільмографія
- 18 метрів під водою (1943)
- Останки затонулих кораблів (1944)
- У світі безмовності (Світ тиші) (1956)
- Золота рибка (Історія червоної риби) (1958)
- Світ без сонця (1965)
- Подорож на край світу (1975)
- Світ Жака-Іва Кусто (1966)
- Повторне відкриття світу І (Cousteau's Rediscovery of the World I) (1986—1990)
- Повторне відкриття світу ІІ (Cousteau's Rediscovery of the World II) (1990—1993)
- Повторне відкриття світу ІІІ (Cousteau's Rediscovery of the World III) (1995—1997)

## Медіа-образи
Французький фільм «Одіссея» під керівництвом Джерема Салле, що вперше вийшов у жовтні 2016 року, присвячений життю Кусто, особливо його відносин з його першою дружиною, Симоною Мелхіор та його другим сином Філіпом Кусто.

## Вшанування
Вулиця Жака-Іва Кусто є у ряді міст Франції та США.
28 жовтня 2022 року у місті Кривий Ріг вулицю Сибірську перейменували на вулицю Жака-Іва Кусто.